# Achaearanea projectivulva
Achaearanea projectivulva är en spindelart som beskrevs av Yoshida 200. Achaearanea projectivulva ingår i släktet Achaearanea och familjen klotspindlar. Inga underarter finns listade i Catalogue of Life.